# El Ciprés, Las Rosas
El Ciprés är en ort i Mexiko.   Den ligger i kommunen Las Rosas och delstaten Chiapas, i den sydöstra delen av landet, 800 km öster om huvudstaden Mexico City. El Ciprés ligger 1 305 meter över havet och antalet invånare är 216.
Terrängen runt El Ciprés är huvudsakligen kuperad, men norrut är den bergig. Runt El Ciprés är det ganska glesbefolkat, med 35 invånare per kvadratkilometer. Närmaste större samhälle är Socoltenango, 7,6 km söder om El Ciprés. I omgivningarna runt El Ciprés växer huvudsakligen savannskog.